# Olympique Médéa
Der Olympique de Médéa (arabisch أولمبي المدية, DMG Ūlimbī al-Madiyya) auch bekannt als Olympique Médéa oder nur OM, ist ein 1943 gegründeter algerischer Fußballverein aus Medea. Aktuell spielt der Verein in der zweiten algerischen Liga.

## Stadion

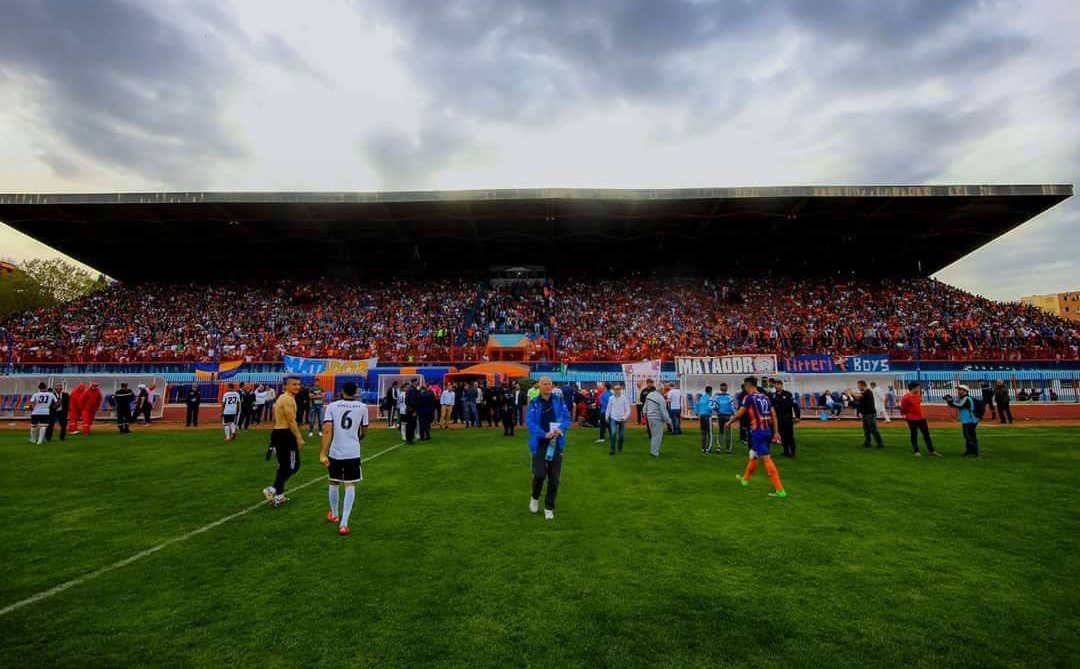
Stade Imam-Lyes

Der Verein trägt seine Heimspiele im Stade Imam-Lyes in Medea aus. Das Stadion hat ein Fassungsvermögen von 12.000 Personen.

## Trainer (unvollständig)
| Trainer             | Nation              | von           | bis           |
| ------------------- | ------------------- | ------------- | ------------- |
| Kamel Lemoui        | Algerien Frankreich | 01. Juli 1982 | 30. Juni 1983 |
| Azzedine Aït Djoudi | Algerien            | 01. Juli 1998 | 30. Juni 1999 |
| Mustapha Heddane    | Algerien            | 01. Juli 2012 | 30. Juni 2013 |
| Nabil Neghiz        | Algerien            | 02. Jan. 2014 | 11. Aug. 2014 |
| Chérif Hadjar       | Algerien            | 01. Juli 2014 | 05. Juni 2015 |
| El Hadi Khezzar     | Algerien            | 19. Nov. 2014 | 30. Juni 2015 |
| Youcef Bouzidi      | Algerien            | 01. Juli 2015 | 16. Sep. 2015 |
| Sid-Ahmed Slimani   | Algerien            | 17. Sep. 2015 | 30. Juni 2018 |
| Said Hammouche      | Algerien            | 01. Juli 2018 | 02. Nov. 2018 |
| Toufik Rouabah      | Algerien            | 04. Nov. 2018 | 22. Mai 2019  |
| Chérif Hadjar       | Algerien            | 01. Juli 2019 | 13. Apr. 2021 |
| Aissa Bekli         | Algerien            | 12. Apr. 2021 | 03. Mai 2021  |
| Noureddine Maroc    | Algerien            | 03. Mai 2021  | 30. Aug. 2021 |
| Lotfi Sellimi       | Tunesien Frankreich | 20. Sep. 2021 | 17. Jan. 2022 |
| Khaled Lemmouchia   | Algerien Frankreich | 22. Jan. 2022 | 13. Feb. 2022 |
| Karim Zaoui         | Algerien            | 22. Feb. 2022 |               |